# Emigrate (album)
Emigrate a címe a német Emigrate együttes első stúdióalbumának. Európában 2007. augusztus 31-én jelent meg, minden más helyen szeptember 3-án. Egy promocionális verziója a lemeznek felkerült az Internetre pár héttel korábban, de ez csak két teljes hosszúságú számot tartalmazott, a többi csak részlet volt.

## Számlista
1. „Emigrate” – 4:07
2. „Wake Up” – 3:33
3. „My World” – 4:18
4. „Let Me Break” – 3:35
5. „In My Tears” – 4:34
6. „Babe” – 4:29
7. „New York City” – 3:40
8. „Resolution” – 3:42
9. „Temptation” – 4:13
10. „This Is What” – 4:38
11. „You Can't Get Enough” – 4:03
12. „Blood” – 3:34 (bónusz dal)
13. „Help Me” – 3:15 (bónusz dal)

## B-oldalas számok
- Sorry – 4:12
- Dream – 4:12
- Face Down – 4:01
- Freeze My Mind – 3:35
- We Two (Buddy) – 4:13
- Perfect World – 4:11
- This Is Not Your Story – 3:29
- We Are Together – 7:03

## Közreműködők

### A zenekar
- Richard Z. Kruspe – ének, szólógitár
- Olsen Involtini – ritmusgitár
- Arnaud Giroux – basszusgitár
- Henka Johansson – dob

### Vendégek
- Margaux Bossieux – háttérvokál (2., 3., 6., 7. és 9. szám)
- Grace Risch – háttérvokál (11. szám)
- Ruth Renner – háttérvokál (11. szám)